# Conchostreptus goyanus
Conchostreptus goyanus är en mångfotingart som först beskrevs av Christoph D. Schubart 1950.  Conchostreptus goyanus ingår i släktet Conchostreptus och familjen Spirostreptidae. Inga underarter finns listade i Catalogue of Life.